# チャールズ・A・ライク
チャールズ・アラン・ライク（Charles Alan Reich、1928年5月20日 - 2019年6月15日）は、アメリカ合衆国の法律家、社会科学者、著作家で、イェール・ロー・スクールの教授であった1970年に、1960年代の対抗文化と若者の運動を讃えたピーアン（讃歌）の書『緑色革命』を書いた。この本の一部は、雑誌『ザ・ニューヨーカー』に最初に掲載され、それに対する極めて大きな反響もあって、同書は『ニューヨーク・タイムズ』紙の週刊付録『ニューヨーク・タイムズ・ブック・レビュー』のベスト・セラー・リストの首位に立った。

## 生涯
ライクはニューヨーク市に生まれた。シティ・アンド・カントリー・スクールとリンカーン・スクールに学び、オーバリン大学の学士課程に学んだ。法学校の学生として、1951年から1952年にかけて『Yale Law Journal』の編集長を務め、1953年から1954年にかけての学期には合衆国最高裁判所判事の下で事務職員として働いた。学界に進む前に、6年間にわたって弁護士として活動し、ニューヨークのCravath, Swaine & MooreやワシントンD.C.のArnold & Porterといった大きな事務所に所属した。
1960年から1974年まで、イェール・ロー・スクールの教授を務めた。ビル・クリントンとヒラリー・ローダム・クリントンの夫妻はふたりとも、『緑色革命』執筆当時のライク教授の教え子であり、クリントン夫妻それぞれの伝記の中にはライクへの言及がある。ライクは1974年にイェールの教授職を離れ、サンフランシスコへ移り住んだが、1976年までは客員教授として教鞭を執り続けた。その後、1991年から1994年にかけてと、2011年2月に、再びイェールで教鞭を執った。2008年には、イェール・ロー・スクール協会 (The Yale Law School Association) が、ライクに功労賞 (Award of Merit) を贈った。
ライクはゲイであり、1970年代のサンフランシスコで急速にゲイの権利とゲイ解放運動が前進した中で、自らがゲイであることと折り合いをつけた。結局ライクは、現代におけるLGBTの権利を求める社会運動の初期段階でカミングアウトし、自伝の中では詳細にわたって積極行動主義について、また、自身にとって永く心理的に抑圧されていた同性愛について語った。その後、数十年が経過し、積極的にLGBT関係の活動に関わらないようになったライクは、ひとりでいたいという欲求の方が、性的指向よりも自分の人生にとって意味あるものとなった、と明言した。
2019年6月15日に死去。91歳没。

## おもな業績

### 論文
ライクは多数の論文（記事）を書いている。以下はその一部である。
- 1962: "Bureaucracy and the forests: An occasional paper on the role of the political process in the free society" (Center for the Study of Democratic Institutions)
- 1964: "The New Property" (Yale Law Journal)
- 1965: "Individual Rights and Social Welfare: The Emerging Legal Issues" (Yale Law Journal)
- 1966: "Police Questioning of Law Abiding Citizens" (Yale Law Journal)
- 1987: "The Liberals' Mistake" - カリフォルニア大学サンタバーバラ校における「Regents' Lecture」講義録[10]
- 1990: "Symposium: The Legacy of Goldberg v. Kelly: A Twenty Year Perspective: Beyond the New Property: An Ecological View of Due Process" (Brooklyn Law Review)

### 書籍
ライクは著書、共著書も多数書いている。以下はその一部である。
- 1970: The Greening of America: How the Youth Revolution is Trying to Make America Livable
  - 日本語訳：（邦高忠二 訳）緑色革命、早川書房、1971年（ハヤカワ文庫版、1983年）
- 1972: Garcia: A Signpost to New Space（ジェリー・ガルシア、ヤン・ウェナー（英語版）との共著）（2003年にDa Capo Press から再刊）
  - 日本語訳：（片岡義男 訳）自分の生き方をさがしている人のために、草思社、1976年
- 1976: The Sorcerer of Bolinas Reef - 自伝
  - 日本語訳：（邦高忠二 訳）"緑色革命"前後、早川書房、1977年
- 1995: Opposing the System
  - 日本語訳：（広瀬順弘 訳）システムという名の支配者 われわれの社会が変わらないのはなぜか、早川書房、1998年